# Thomas Findeiß

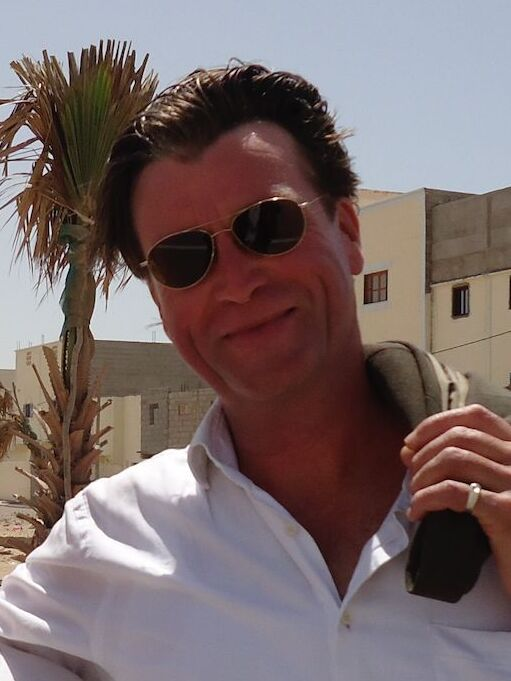
Thomas Findeiß (2014)

Thomas Findeiß, auch Findeiss, (* 3. April 1958 in Naila, Oberfranken; † 16. Dezember 2024 in Berlin) war ein deutscher Schriftsteller. Er verfasste Romane, Kurzgeschichten, Essays und Gedichte.

## Leben
Nach dem Abitur am Hochfranken-Gymnasium in Naila zog Thomas Findeiß nach Berlin und studierte zunächst Regie an der Deutschen Film- und Fernsehakademie (DFFB) im Jahrgang 1985 an der Seite von Regisseuren wie Detlev Buck. Er arbeitete danach unter anderem als Saxofonist und Bandleader, bevor er sich in den 1990er Jahren dem Schreiben zuwandte.

## Werk
Sein erster Roman Holy Days erschien 1997 im Berliner Verlag Volk und Welt. Darin finden sich eine Frau und zwei Männer in der Abgeschiedenheit der polnischen Ostseeküste plötzlich von einer geheimnisvollen Wand von der Außenwelt abgeschirmt. In dem Roman finden sich Anklänge an Iphigenie auf Tauris, die griechische Mythologie und die Situation der Schwebe nach dem Mauerfall.
1999 veröffentlichte der Verlag das zweite Werk des Autors, Heimat der Schneestürme, worin ein deutscher Tourist zu Unrecht verurteilt in türkischen Gefängnissen landet, seine Identität zusehends verschwimmt und er eine bizarre Rolle unter den Mitgefangenen annimmt.
Der Roman Die Schwimmer (2008) wurde 2010 unter dem Titel Liebe Deinen Feind mit Katharina Wackernagel und Benjamin Sadler für das Fernsehen verfilmt und erstmals am 5. November 2010 auf Arte gezeigt.
In den folgenden Jahren verfasste Findeiß mehrere Romane, Kurzgeschichten und Essays. Zu seinen Romanen zählen The Andaman Thing (2010), Guntrams Garten (2015) und Katzie (2016) sowie Schwarzer Honig (2017) und Suun City (2022). Der Sammelband Griechisches Roulette. 13 Arten, einen Mann loszuwerden (2012) umfasst eine Kollektion von 13 Kurzgeschichten.
Thomas Findeiß erzählt klar und schnell, teilweise in filmischen Szenen, dann wieder hält er inne zu Reflexionen und Widersprüchen, die er absichtlich nicht aufhebt. Die meist männlichen Protagonisten werden mit einer kaum merklichen Ironie und einer Distanz zu sich selbst beschrieben.
Darüber hinaus veröffentlichte Findeiß Artikel und Reportagen in diversen Zeitungen und Magazinen; so erschien beispielsweise 1999 in der Zeit ein Bericht über seine Reise durch Libyen in dem Versuch, Muammar al-Gaddafi zu einem Interview zu treffen. Weitere Beiträge schrieb er für Die Welt, die FAZ und mare.
2023 veröffentlichte Findeiß mit Echoes of Poetry erstmals seine Gedichte in Form einer KI-gestützten Neuinterpretation seiner Sammlung Brachialgedichte. Hier werden die Gedichte von der KI-Figur „Ray“ im Stil berühmter Dichter wie James Joyce, Herman Melville, Charles Bukowski oder Paul Auster neu interpretiert und den Originalen gegenübergestellt. Das Projekt gliedert sich in die Abschnitte Biometrie mit 68 und Chronometrie mit 86 Gedichten.

## Werke
Romane
- Holy Days. Volk und Welt, Berlin 1997, ISBN 3-353-01107-2.
- Heimat der Schneestürme. Volk und Welt, Berlin 1999, ISBN 3-353-01158-7.
- Die Schwimmer. Selbstverlag, Berlin 2008.
- The Andaman Thing. Selbstverlag, Berlin 2010.
- Guntrams Garten. Selbstverlag, Berlin 2015.[5]
- Katzie. Selbstverlag, Berlin 2016.
- Schwarzer Honig. Selbstverlag, Berlin 2017.
- Suun City. Selbstverlag, Berlin 2022.

Kurzgeschichten
- Griechisches Roulette. 13 Arten, einen Mann loszuwerden. Selbstverlag, Berlin 2012.
- Don’t smoke in bed. In: Carsten Gansel et al. (Hrsg.): Literatur-, Medien- und Sprachdidaktik im DaF-Unterricht auf Kuba (= Edition Gegenwart. Band 4). Okapi Wissenschaft, Berlin 2019, ISBN 978-3-947965-06-9, S. 367 ff.
- Das Frettchen. In: Carsten Gansel et al. (Hrsg.): Literatur-, Medien- und Sprachdidaktik im DaF-Unterricht auf Kuba (= Edition Gegenwart. Band 4). Okapi Wissenschaft, Berlin 2019, ISBN 978-3-947965-06-9, S. 374 ff.
- Das Blut des Zentauren. In: Carsten Gansel et al. (Hrsg.): Literatur-, Medien- und Sprachdidaktik im DaF-Unterricht auf Kuba (= Edition Gegenwart. Band 4). Okapi Wissenschaft, Berlin 2019, ISBN 978-3-947965-06-9, S. 377 ff.
- Insomnia. In: Carsten Gansel et al. (Hrsg.): Literatur-, Medien- und Sprachdidaktik im DaF-Unterricht auf Kuba (= Edition Gegenwart. Band 4). Okapi Wissenschaft, Berlin 2019, ISBN 978-3-947965-06-9, S. 381 ff.

Gedichte
- Echoes of Poetry. Photo Edition Berlin, Berlin 2023.[4]

Drehbuch
- 2010: Liebe deinen Feind (für die Verfilmung seines Romans Die Schwimmer)

Beiträge in Printmedien (Auswahl)
- Taxi nach Benghazi. In: Die Zeit vom 25. November 1999.[2]
- Der Hinbringer. In: Die Zeit vom 9. Juni 2005.[2]
- Daumen raus – per Anhalter unterwegs in Marokko. In: Die Welt vom 11. Mai 2012.[6]
- Nach der Revolution – per Anhalter durch Tunesien. In: Die Welt vom 14. April 2013.[7]
- Es gibt kein neues Normal (Ein paar sehr persönliche Eindrücke aus der Pandemie-Zeit). In: Carsten Gansel, José Fernández Pérez (Hrsg.): Störfall Pandemie und seine grenzüberschreitenden Wirkungen. Literatur- und kulturwissenschaftliche Aspekte (= Deutschsprachige Gegenwartsliteratur und Medien. Band 33). Vandenhoeck & Ruprecht unipress, Göttingen 2022, ISBN 978-3-7370-1511-0, S. 95 ff. (Link zum Download).